# Диметасилікати
Диметасилікати (рос. диметасиликаты, англ. dimetasilicates, нім. Dimetasilikate n pl) — мінерали, силікати, в основі яких лежить радикал [Si2O5]2-. Солі дисилікатної кислоти Н2Si2O5.

Шаруваті диметасилікати — підклас силікатів з безперервними шарами тетраедрів. 

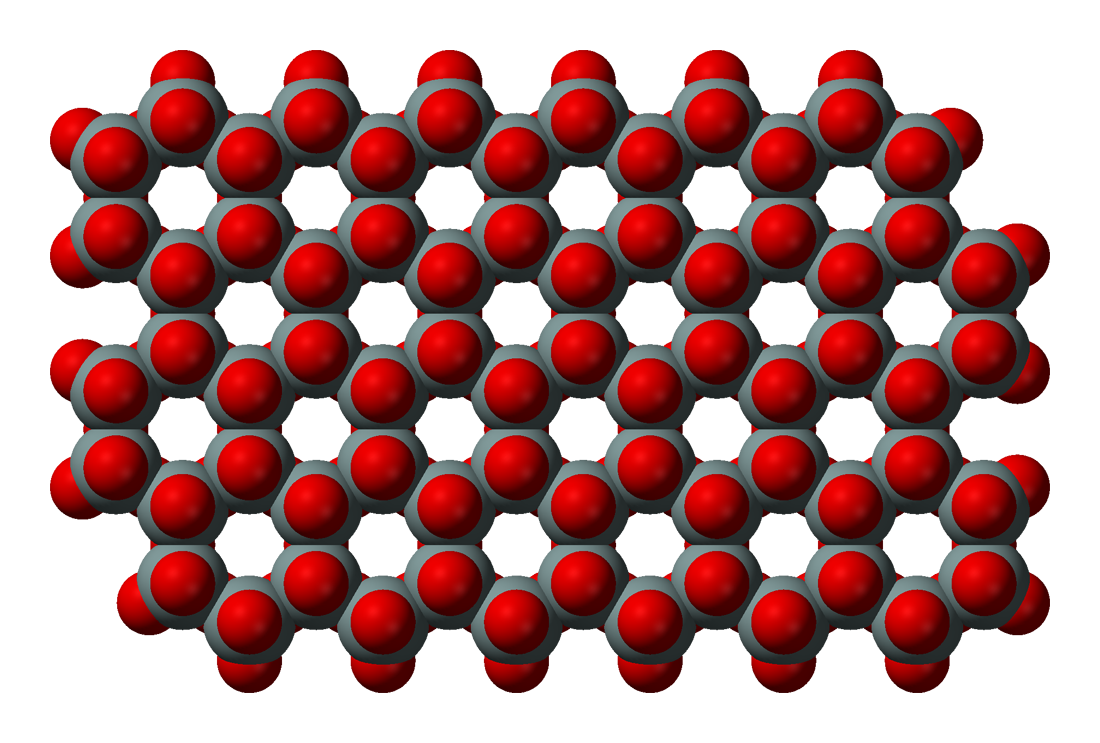
Шаруваті силікати

 В основі структури диметасилікатів шаруватої будови знаходяться кремнекисневі листи, що складаються з кремнекисневих тетраедрів. Всі тетраєдри (в одному такому листі) повернені в одну сторону (уздовж осі с), і на кожну пару атомів Si доводиться по три кисню в шарі з основами тетраедрів і лише два кисню в шарі, де розміщені вершини тетраедрів. У другому шарі, де розташовані вершини тетраедрів, на кожні два атоми кисню припадає одна гідроксильна група або один іон флуору.
Шарувата структура розглянутих силікатів знаходить своє відображення в досить досконалій спайності, що обумовлюється паралельністю площин листових сіток. Мінерали, що відносяться до описуваного підкласу, за своїми фізичними властивостями близькі до стрічкових метасилікатів.